# Präfekturparlamentswahl in Ibaraki 2010
Die Präfekturparlamentswahl in Ibaraki 2010 (jap. 2010年茨城県議会議員選挙, nisenjū-nen Ibaraki-kengikai giin senkyo) fand am 12. Dezember 2010 statt. Zur Wahl standen alle 65 Sitze im Parlament der japanischen Präfektur Ibaraki durch nicht übertragbare Einzelstimmgebung in 13 Mehrmandats- und 22 Einmandatswahlkreisen. Die Zahl der Einmandatswahlkreise wurde damit um drei erhöht, die Wahlkreisgrenzen wurden den in den letzten Jahren durch Gemeindezusammenschlüsse und Eingemeindungen neu entstandenen Gemeindegrenzen angepasst. Wahlberechtigt waren 2,12 Millionen Einwohner Ibarakis.
Da die Präfektur Ibaraki eine von dreien ist, die ihr Parlament nicht bei einheitlichen Regionalwahlen wählt, kommt den Wahlen vergleichsweise hohe nationale Aufmerksamkeit zu. Die Wahl war die erste Präfekturparlamentswahl nach der Übernahme der Zentralregierung durch die Demokraten 2009, allerdings war das Kabinett Hatoyama bereits 2010 zurückgetreten und das Nachfolgekabinett Kan verzeichnete schon nach wenigen Monaten Zustimmungswerte unter 30 %. Die Partei versucht dennoch, ihre bisher schwache Position in Präfekturen und Gemeinden auszubauen – sie konnte bis dato nur in den Parlamenten von Iwate und Tokio stärkste Partei werden.
Die Liberaldemokratische Partei (LDP) nominierte insgesamt 36 Kandidaten, die Demokratische Partei 23, die Kommunistische Partei Japans (KPJ) fünf, die Kōmeitō 4 und die Minna no Tō drei, daneben bewarben sich 35 Unabhängige um einen Sitz im Parlament in Mito. Acht Kandidaten, alle in Einmandatswahlkreisen, waren ohne Gegenkandidaten und wurden damit ohne Abstimmung gewählt, darunter waren sechs Liberaldemokraten und zwei Unabhängige.

## Ergebnis
Die Wahlbeteiligung lag bei 49,0 % und stieg damit um gut ein Prozent gegenüber 2006.
Die LDP, die vor der Wahl 45 Mandate hielt, konnte 33 Kandidaten ins Parlament bringen und verteidigte damit eine absolute Mehrheit. Die Demokraten erhielten nur sechs Sitze, genauso viele wie vor der Wahl, und konnte ihre schwache Position damit nicht verbessern. Alle vier Kōmeitō-Kandidaten und zwei der drei Minna-no-Tō-Kandidaten wurden gewählt, die KPJ fiel von zwei auf einen Sitz zurück.
| Partei | Partei                       | Stimmen   | Anteil   | Sitze | Änderung    |
| ------ | ---------------------------- | --------- | -------- | ----- | ----------- |
|        | Liberaldemokratische Partei  | 399.771   | 38,98 %  | 33    | −12         |
|        | Demokratische Partei         | 174.425   | 17,01 %  | 6     | 0           |
|        | Kōmeitō                      | 53.216    | 5,19 %   | 4     | 0           |
|        | Kommunistische Partei Japans | 40.211    | 3,92 %   | 1     | −1          |
|        | Minna no Tō                  | 24.614    | 2,40 %   | 2     | +1          |
|        | Unabhängige                  | 333.255   | 32,50 %  | 19    | +13         |
| Summe  | Summe                        | 1.025.492 | 100,00 % | 65    | +1 (Vakanz) |